# Saropogon latecinctus
Saropogon latecinctus är en tvåvingeart som beskrevs av Becker 1906. Saropogon latecinctus ingår i släktet Saropogon och familjen rovflugor.
Artens utbredningsområde är Algeriet. Inga underarter finns listade i Catalogue of Life.